# The Visit – Eine außerirdische Begegnung
The Visit – Eine außerirdische Begegnung ist ein Dokumentarfilm des dänischen Regisseurs und Künstlers Michael Madsen, der mit Into Eternity bekannt wurde. The Visit hatte auf dem Sundance Festival 2015 seine Weltpremiere, in Österreich kam er im September 2015 in die Kinos.

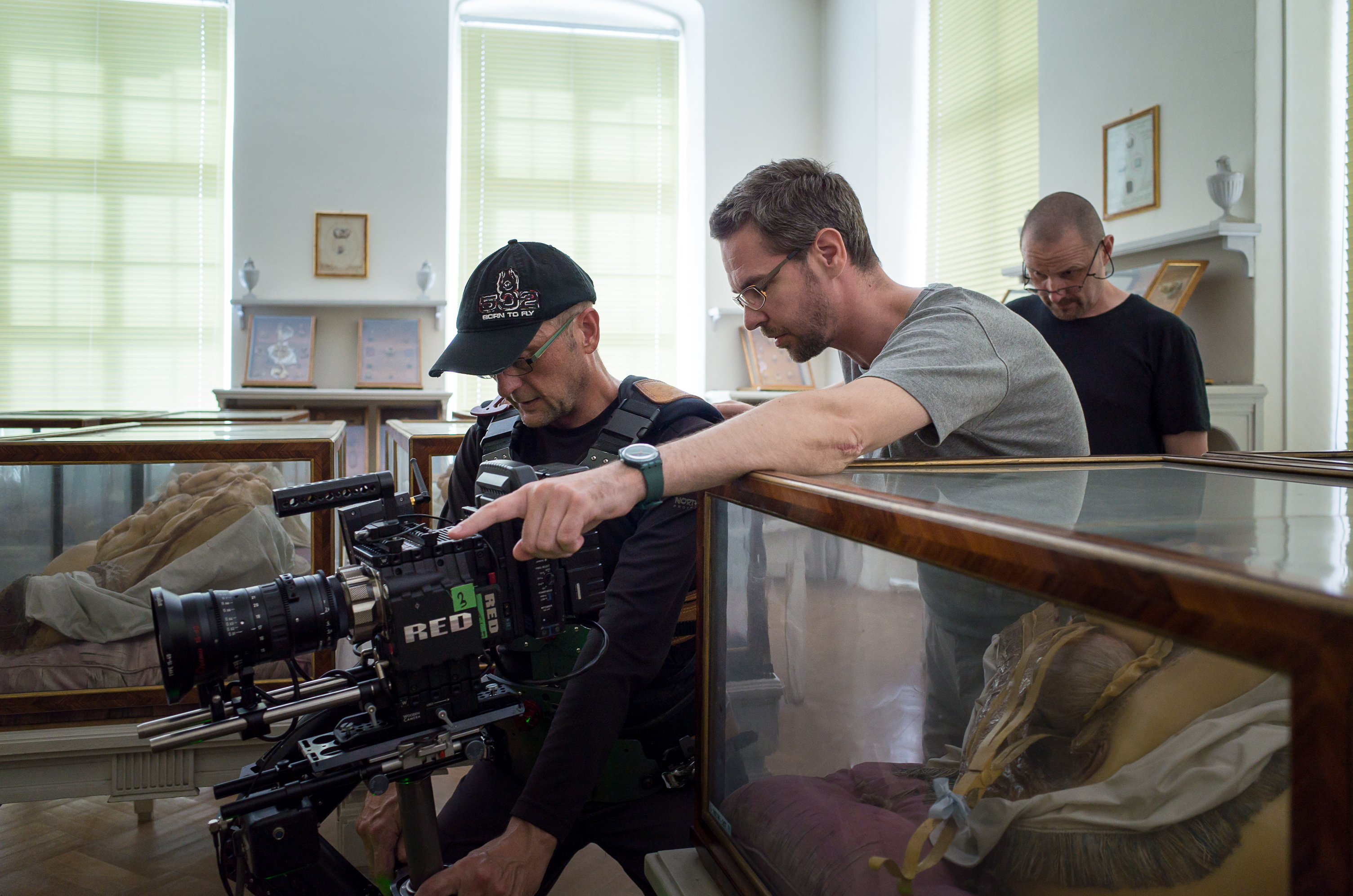
Michael Madsen, Steadicam Operator Thomas Maier und DOP Heikki Färm im Hintergrund

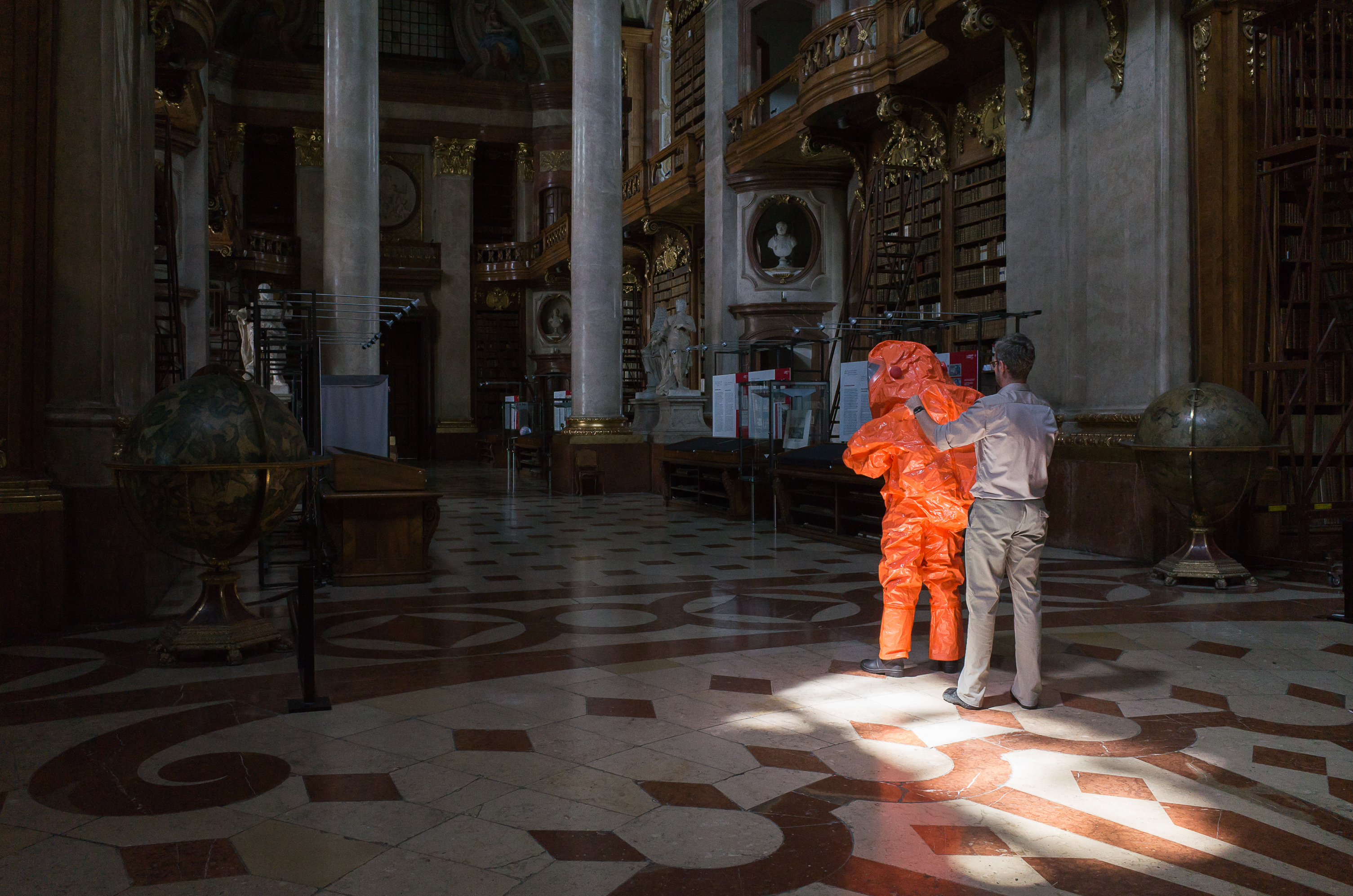
Michael Madsen beim Dreh in der österreichischen Nationalbibliothek

## Inhalt
The Visit ist die Dokumentation eines Ereignisses, das so niemals stattgefunden hat. Wenig fasziniert die Menschheit mehr als der Weltraum. Doch was passiert, wenn einmal tatsächlich extraterrestrisches Leben auf der Erde landen sollte? Die Menschen versuchen so gut als möglich, für eine solche Eventualität zu planen, doch es bleibt der unbekannte Nenner der fehlenden Erfahrung. Organisationen wie UNOOSA, ESA, NASA, diverse Verteidigungsministerien und wissenschaftliche Einrichtungen haben bereits Vorbereitungen getroffen, wie man mit „dem Fremden“ auf der Erde umgehen könnte.

## Produktion
Der Film entstand als europäische Koproduktion. Die Produzentin Lise Lense-Møller ist von der dänischen Produktionsfirma Magic Hour Films. Koproduzenten sind Michael Kitzberger, Wolfgang Widerhofer, Nikolaus Geyrhalter, Markus Glaser von der Nikolaus Geyrhalter Filmproduktion aus Österreich, Andrew Freedman von Venom Films aus Irland, Sami Jahnukainen von Mouka Filmi aus Finnland und Carsten Aanonsen von Indie Film aus Norwegen.

## Kritiken
Da The Visit bisher nur in Sundance und auf dem Crossing Europe Festival in Linz gelaufen ist, wurde der Film bisher vor allem in der US-amerikanischen Presse rezensiert: „Michael Madsens Annäherungsweise und der Gebrauch der Dokumentationsform ist selbstverständlich unkonventionell, was den passenden Ton für ein gleichsam unkonventionelles Szenario setzt, das sich in noch weiter reichende Tangenten ausbreitet. Als Folge dessen positioniert sich die skandinavische Doku als Experiment, das einen unheimlichen, erhabenen und einen selbst-betrachtenden neuen Sinn für Wahrheit kreiert, der ebenso faszinierend wie alarmierend ist.“, schreibt Amanda Yam auf Ioncinema.com. Mit seiner speziellen Herangehensweise spreche Michael Madsen, der stark über eine audiovisuelle Ebene arbeitet, ein besonderes Publikum an, wie Jason Gorber von Twitchfilm.com findet: „Als sehr intellektueller Film ist er trotzdem unterhaltsam mit seiner fesselnden Bildersprache und faszinierenden Prämisse. Diese spekulative Doku ist nicht geeignet für ein leicht ablenkbares Publikum, sondern für jene, die bereit sind, sich auf eine Reise in das Unbekannte einzulassen. Es ist eine Reise, die sich lohnt.“